# South Park: Phone Destroyer
South Park: Phone Destroyer  - це мобільна карткова гра в жанрі free-to-play стратегії в реальному часі, розроблена RedLynx і видана Ubisoft. Вона вийшла на iOS та Android 9 листопада 2017.
Заснована на американському анімаційному сіткомі для дорослих South Park, South Park: Phone Destroyer розповідає про дітей з маленького містечка, які грають у гру, засновану на різноманітних рольових іграх з використанням різних тем (пригоди, наукова фантастика, містика, фентезі, супергерої). Гравець бере на себе роль Нової Дитини, яка раніше була представлена в The Stick of Truth, а потім у The Fractured But Whole.

## Ігровий процес
У грі використовуються колоди карт, на яких зображені персонажі серіалу South Park. Кожна карта коштує енергії, яка згодом відновлюється. Технічно гра дещо схожа на Clash Royale. Для кожного з персонажів існують декілька своїх варіантів вигляду, які гравець може відкрити, заробляючи комплекти карток або купуючи їх у внутрішньоігровому магазині, наприклад, Стен, одягнений як програма з фільму Tron, або Картман, одягнений як шериф, великий чарівник, чернець, єнот або робот. Більшість карток має свою особливу здатність. Набори карток також можна придбати у внутрішньоігровому магазині. Інші геймплейні аспекти включають в себе PvP-баталії в режимі реального часу, редактор колод, за допомогою якого гравець може експериментувати з різними комбінаціями карт, щоб допомогти собі в проходженні гри.

## Сюжет
Діти Сауз Парку сперечаються про нову гру, в яку вони гратимуть. Картман, переодягнений шерифом, вирішує, що діти мають грати у "Ковбоїв та індіанців". Спочатку здається, що усі інші діти проти, допоки Картман не пропонує Новій Дитині допомогти ковбоям виграти гру. Використовуючи FaceTime, він запрошує усіх прийти та пограти, видаючи їхні смартфони за потужну зброю, здатну забезпечити їхню перемогу. Кінцівка гри залежить від того, чи купував гравець речі за реальні гроші, що призводить до 3 різних результатів.

### Кінцівки

#### Гравець не витратив грошей
Діти розчаровані, оскільки вони знали, що розробники багато працювали над грою. Стен каже, що він знав, що вони нічого не отримають, зробивши гру безкоштовною. Іншими словами, гравець не витрачав гроші на покупки у додатку.

#### Гравець витратив небагато грошей
Картман приходить до висновку, що гроші були витрачені саме на те, про що думала Нова Дитина. Діти міркують про те, що вони могли б купити на гроші, витрачені гравцем. Стен каже, що їм слід було спочатку стягувати з гравців плату за гру, як у старі добрі часи.

#### Гравеь витратив багато грошей
Діти дуже раді, що гравець витратив багато грошей на покупки у додатках, а Кайл каже, що гравцеві варто сходити до спеціаліста із приводу залежності від мобільних ігор.

## Реліз
South Park: Phone Destroyer була анонсована на виставці E3 2017 та вийшла 9 листопада 2017 року. Згідно з агрегатором рецензій Metacritic, гра отримала неоднозначну реакцію критиків.